# Yedid Nefesh
Yedid Nefesh (en hebreu: יְדִיד נֶפֶש) (en català: amic de l'ànima) és el títol d'un piyut. Generalment és cantat en el dia de repòs jueu, el Shabat.

## Tradicions i origen
Alguns ho canten entre el servei de Mincha, l'oració de la tarda del divendres i el començament del Shabat. Kabalat Shabat, significa donar la benvinguda al Shabat, i també és una col·lecció de salms generalment cantats per donar la benvinguda a la Reina del Shabat, la benedicció que descendeix des de dalt durant la nit del divendres. Molts jueus la canten durant Seudah Shlishit (el tercer apat de Shabat; el primer és el divendres a la nit, el segon el dissabte al migdia, i el tercer el dissabte abans de l'ocàs). Molts hassidim el reciten i el canten cada matí abans de començar la secció Pesukei Dezimrà del servei religiós de Shacharit, l'oració del matí, per despertar el seu amor per Déu, abans de les lloances de Pesukei Dezimrà.
Aquest poema s'atribueix comunament al cabalista del segle xvi, el Rabí Elazar ben Moshe Azikri (1533-1600), qui el va publicar per primera vegada en la seva obra Sefer Charedim publicada a Venècia en 1601, però Azikri no va reclamar mai la seva autoria. Altres possibles autors poden ser Yehudà ha-Leví o Israel Najara. La filosofia de Azikri es va centrar en l'intens amor que un ha de sentir per Déu, un tema que és evident en aquest piyut. Les primeres lletres de cadascun dels quatre versicles, formen el nom de Déu en el judaisme.